# Diadegma laticeps
Diadegma laticeps là một loài tò vò trong họ Ichneumonidae.